# Lago Gobenow
El lago Gobenow (en alemán: Gobenowsee) es un lago situado en el distrito de Llanura Lacustre Mecklemburguesa, en el estado de Mecklemburgo-Pomerania Occidental (Alemania), a una altitud de 57.5 metros; tiene un área de 135 hectáreas.